# Sint-Niklaasziekenhuis

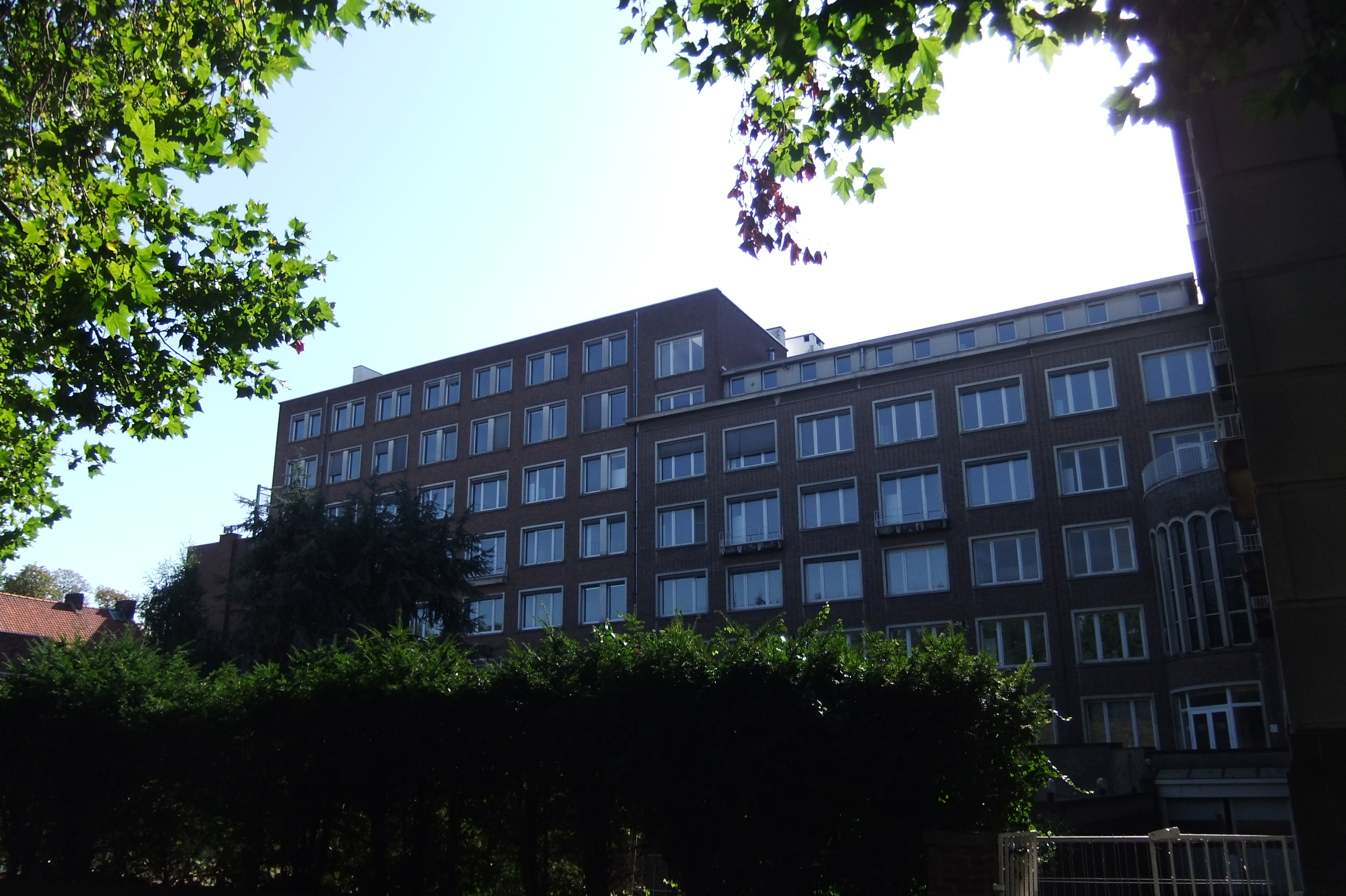
Het Sint-Niklaasziekenhuis aan de Houtmarkt te Kortrijk.

Het Sint-Niklaasziekenhuis was tot 2010 een katholiek ziekenhuis in de Belgische stad Kortrijk. De Sint-Niklaaskliniek werd gesticht in 1958 en staat beter bekend onder haar plaatsnaam, de Houtmarkt. Het was van meet af aan een privaat ziekenhuis, in tegenstelling tot het Onze Lieve Vrouwehospitaal, dat een OCMW-ziekenhuis was. Sinds haar fusie met drie andere ziekenhuizen in Kortrijk, maakte zij deel uit van het AZ Groeninge en stond ze bekend onder de naam campus Houtmarkt.

## Geschiedenis

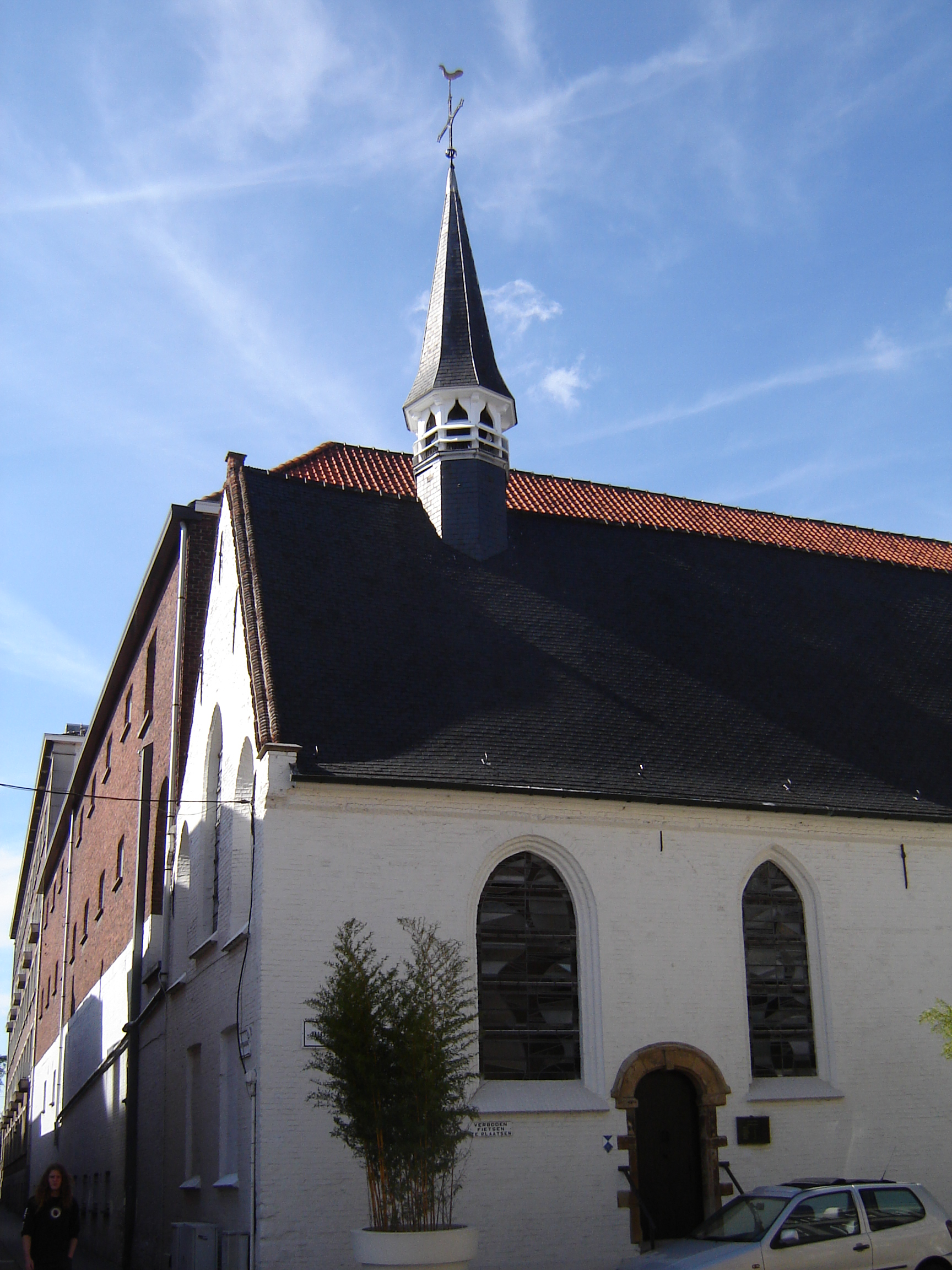
De Sint-Niklaaskapel met daarachter het Sint-Niklaasklooster en -ziekenhuis.

Het Sint-Niklaasziekenhuis werd in 1958 opgericht in het centrum van de stad, aan de Houtmarkt. Het ziekenhuis sluit aan op de Sint-Niklaaskapel (zie foto) in de Voorstraat en het Sint-Niklaasklooster dat hiermee verbonden is. De Sint-Niklaaskapel in de Voorstraat is op heden een beschermd monument.
In 1998 fuseerde de Sint-Niklaaskliniek met 3 andere Kortrijkse ziekenhuizen: het in 1211 gestichte Onze-Lieve-Vrouwehospitaal, de Kliniek Maria's Voorzienigheid (1937) en het Sint-Maartenziekenhuis (1953). Bij de fusie werden alle specialisaties gecentraliseerd in één campus.
Bij de opening van de nieuwe campus van het AZ Groeninge aan de President Kennedylaan in 2010 verhuisden de diensten van de campus Sint-Niklaas naar de nieuwe vestiging op Hoog Kortrijk en sloot het Sint-Niklaasziekenhuis bijgevolg zijn deuren. Op de site van het Sint-Niklaasziekenhuis op de Houtmarkt komt een nieuw woonzorgcentrum van het nabijgelegen RVT Sint-Vincentius. De werken hiertoe vatten in 2013 aan. Hieraan gekoppeld zal een ondergrondse parkeergarage aangelegd worden onder de Houtmarkt. Deze zal deels gebruikt worden door het nieuwe Rust- en Verzorgingstehuis, deels als publieke ondergrondse parking.